# Cell Biology and Toxicology
Cell Biology and Toxicology, abgekürzt Cell Biol. Toxicol., ist eine wissenschaftliche Fachzeitschrift, die vom Springer-Verlag veröffentlicht wird. Derzeit erscheint die Zeitschrift mit sechs Ausgaben im Jahr. Es werden Arbeiten aus dem Bereich der genetischen, molekularen und zellulären Toxikologie veröffentlicht.
Der Impact Factor liegt bei 3,390. Nach der Statistik des Web of Science wurde das Journal 2014 in der Kategorie Zellbiologie an 115. Stelle von 184 Zeitschriften und in der Kategorie Toxikologie an 38. Stelle von 87 Zeitschriften geführt.